# مدیگ
مدیگ شاهی ایرانی بود که در شمال عراق امروزی سلطنت می‌کرد. از او در یکی از متون تاریخی به نام کارنامه اردشیر بابکان (فصل پنجم) نام برده شده است.

## زندگینامه
بر طبق کتاب کارنامه اردشیر بابکان، اردشیر اول پس از شکست دادن اردوان پنجم، شاه اشکانی شروع به مبارزه با ایالت‌های دست‌نشاندهٔ امپراتوری سقوط‌کردهٔ اشکانیان کرد. به همراه نیروهای امدادی از Zavul، او بر قلمرو Madig یورش برد، اما Madig حملهٔ او را دفع کرد. با این حال، اردشیر بعدها با ارتشی متشکل از ۴٫۰۰۰ نفر برگشت و در یک حملهٔ شبانه، Madig را شکست داد. در کارنامهٔ اردشیر بابکان چنین آمده است:
او [اردشیر] یک هزار نفر از کردها را کشت، بقیه هم زخمی شده بودند یا به اسارت گرفته شده بودند؛ و از میان کردهایی که زندانی شده بودند، او پادشاه آنها، فرزندانش، برادرهایش، ثروت و دارایی‌های وافرش را به پارس فرستاد.
این نکته نیز باید ذکر شود که واژهٔ کرد در آن دوران به احتمال زیاد یک اصطلاح اجتماعی بوده است و برای اشاره به ایرانیان بیابان‌گرد به کار می‌رفته است، نه یک قومیت. 